# Daniela Rubio
Daniela Rubio, all'anagrafe Daniela Rubio Moreno (Barcellona, 21 agosto 2007), è un'attrice e modella spagnola, nota per aver interpretato il ruolo di Milagros Palacios nella soap Una vita (Acacias 38) e per quello di Adéle Uribe nella serie La scuola dei misteri (El internado: Las Cumbres).

## Biografia
Daniela Rubio è nata il 20 agosto 2007 a Barcellona (Spagna), fin da piccola ha mostrato un'inclinazione per la recitazione.

## Carriera
Daniela Rubio ha iniziato ad avventurarsi nel mondo delle arti fin da piccola, grazie al suo interesse per esso. Ha iniziato a praticare il pianoforte, la danza moderna, e si iscrive ad alcuni corsi di canto. Ha avuto modo di lavorare su alcune pubblicità stampate e a poco a poco ha ottenuto alcuni ruoli in cortometraggi e ruoli in serie televisive.
Nel 2017 è apparsa nel cortometraggio Leones diretto da Daniel Sánchez Arévalo. L'anno successivo, nel 2018, ha interpretato il ruolo di Aurora da bambina nel cortometraggio Canasta diretto da Gracia Querejeta.
Nel 2018 ha interpretato il ruolo di Isabel nella serie Presunto culpable. L'anno successivo, nel 2019, ha interpretato il ruolo di Ana Montrell da bambina nella serie La caccia - Monteperdido (La caza. Monteperdido). Sempre nel 2019 ha interpretato il ruolo di Luna nel film Influenze maligne (La influencia) diretto da Denis Rovira.
Nel 2019 ha interpretato il ruolo di Milagros Palacios nella soap opera Una vita (Acacias 38). L'anno successivo, nel 2020, ha interpretato il ruolo di Luna Blázquez Gómez nella serie Caronte. Sempre nel 2020 ha interpretato il ruolo della figlia di Mayte nella serie Desaparecidos. Nello stesso anno ha interpretato il ruolo di Berta nel cortometraggio De quién es tu piel diretto da Rebeca Alemañy.
Nel 2020 e nel 2021 ha interpretato il ruolo di Sandra nella serie Cuéntame cómo pasó. Nel 2021 e nel 2022 ha interpretato il ruolo di Adéle Uribe nella serie La scuola dei misteri (El internado: Las Cumbres). Nel 2023 ha interpretato il ruolo di Carla nel film Vaya vacaciones diretto da Víctor García León.

### Lingue
Daniela Rubio oltre allo spagnolo, parla fluentemente l'inglese, il tedesco e il cinese.

## Filmografia

### Cinema
- Influenze maligne (La influencia), regia di Denis Rovira (2019)
- Vaya vacaciones, regia di Víctor García León (2023)

### Televisione
- Presunto culpable – serie TV (2018) – Isabel
- La caccia - Monteperdido (La caza. Monteperdido) – serie TV, 8 episodi (2019) – Ana Montrell da bambina
- Una vita (Acacias 38) – soap opera (2019) – Milagros Palacios
- Caronte – serie TV (2020) – Luna Blázquez Gómez
- Desaparecidos – serie TV (2020) – Figlia di Mayte
- Cuéntame cómo pasó – serie TV (2020-2021) – Sandra
- La scuola dei misteri (El internado: Las Cumbres) – serie TV (2021-2022) – Adéle Uribe

### Cortometraggi
- Leones, diretto da Daniel Sánchez Arévalo (2017)
- Canasta, diretto da Gracia Querejeta (2018) – Aurora da bambina
- De quién es tu piel, diretto da Rebeca Alemañy (2020) – Berta

## Doppiatrici italiane
Nelle versioni in italiano dei suoi film e delle sue serie TV, Daniela Rubio è stata doppiata da:
- Valentina Pallavicino[21] in Una vita[22]